# Ann Wolfe
Ann Wolfe (Oberlin, 17 gennaio 1971) è un'ex pugile statunitense.
Picchiatrice dotata di eccezionale potenza fisica e ottima incassatrice (doti che sopperivano ai limiti di tecnica e velocità), è stata l'unica atleta nella storia della boxe (sia femminile che maschile) capace di detenere contemporaneamente quattro titoli mondiali in altrettante classi di peso ed è annoverata tra le migliori pugili donna pound for pound di tutti i tempi.

## Biografia

### Prima della boxe
Ann Wolfe nacque e crebbe in Louisiana in un contesto di estrema povertà e degrado: la casa di famiglia a Oberlin non disponeva di allacciamento né all'elettricità, né all'acqua corrente. Il padre, David Wolfe II, un piccolo imprenditore caduto in rovina con precedenti penali, era estremamente violento sia verso di lei, sia verso i fratelli e la madre, Theresa Eve Walker, che lavorava come infermiera a domicilio: in breve tempo tutti i rapporti con lui vennero troncati. In generale, la vita per gli afroamericani in quel contesto era difficile, con frequenti casi di aggressioni a sfondo razziale.
Ben prima di raggiungere la maggiore età, Wolfe dovette lasciare la scuola per aiutare la madre, gravemente malata: complice una grave forma di dislessia che le venne diagnosticata molti anni dopo, ebbe sempre grosse difficoltà a leggere e scrivere. Iniziò quindi a svolgere vari lavori occasionali, dimostrando presto di avere una forza fisica superiore al comune: all'età di circa tredici anni vantava già una notevole muscolatura ed era capace di far esplodere un pallone da pallavolo semplicemente comprimendolo con le proprie mani. In più occasioni uscì "vincitrice" da risse con coetanei maschi, oppure riuscì a seminarli poiché correva più veloce di loro. Durante questo periodo, peraltro, disse di aver iniziato a ricevere attenzioni da parte di altre ragazze e che ciò la portò a scoprire la propria omosessualità, circostanza che però all'inizio, per via della sua fede cristiana, le risultò difficile da accettare. Quando interpellata sull’argomento, disse di considerare il proprio orientamento sessuale una questione afferente solo alla propria sfera individuale e di non volersi definire come gay.
All'età di diciotto anni rimase orfana, a seguito dell'uccisione del padre e della morte per cancro della madre, finendo in uno stato di estrema prostrazione psico-fisica: in questi anni iniziò a drogarsi a fare il corriere di stupefacenti, finendo a più riprese coinvolta in episodi criminosi e aggressioni, che le costarono qualche mese di reclusione in Florida. Parallelamente intraprese diverse relazioni a carattere estemporaneo con vari uomini; da una di esse, a ventidue anni, ebbe due figlie il cui padre rimase ignoto. Venne inoltre più volte aggredita e violentata, al pari delle sue sorelle.
Nel 1993 il fratello Rickey Lee, anch'egli sbandato e pregiudicato, fu ucciso mentre tentava una rapina ad Austin, in Texas. Ann, raggiunta la città dopo la tragedia, decise di rimanervi, sempre svolgendo vari lavori saltuari: presto però non riuscì più a pagare l'affitto e venne sfrattata dal proprio alloggio, riducendosi a vivere da senzatetto. Nell'inverno del 1996, durante le notti più rigide, lei e le figlie si rifugiarono più volte nella sala d'attesa del pronto soccorso dell'ospedale universitario Brackenridge, nella quale era collocato un televisore, che rimaneva acceso costantemente. Fu qui che vide per la prima volta un incontro di pugilato femminile; non avendo idea del fatto che le donne potessero boxare, chiese ad un'infermiera se le pugili fossero pagate per combattere. Ricevuta una risposta affermativa, l'indomani si recò alla palestra gestita dall'allenatore Donald "Pops" Billingsley (1938-2021), chiedendogli di allenarla. Il tecnico ribatté di non essere disposto ad allenare donne, ma Wolfe insistette, affermando che i proventi della boxe le sarebbero serviti per allevare le due figlie, riuscendo infine a persuaderlo.
Pops si rese ben presto conto di aver scoperto un vero talento naturale: l’allora ventiseienne afroamericana coniugava eccezionale prestanza fisica, naturale predisposizione al combattimento (maturata durante la difficile vita per strada) e “fame” di rivincita personale. Tali doti erano però accompagnate da un carattere violento, instabile e malfidato, che necessitava di essere incanalato nella disciplina del pugilato: il tecnico decise pertanto di rendere ancor più duri i suoi già rigorosi metodi di allenamento, sottoponendo la ragazza a snervanti sequenze di preparazione atletica e facendole fare sessioni di sparring sul ring contro avversari uomini (finanche pesi massimi e massimi leggeri, ben più potenti e massicci di lei, che era di base un supermedio). Wolfe seguì le indicazioni di Pops senza discutere e senza mai mostrare alcun timore: in più occasioni mise in difficoltà i propri sparring partner maschi.
Il sostegno economico per cominciare a combattere le venne offerto dall’uomo d’affari Brian Pardo, grande appassionato di pugilato, il quale, recatosi a visitare la palestra di Billingsley, vide Ann allenarsi e inizialmente la scambiò per un uomo. Quando gli fu detto che era una donna, incredulo, la definì un “diamante grezzo” e subito si accordò con lei e con l’allenatore per esserne il procuratore.

### Carriera dilettantistica
Prima di passare tra i "pro", Ann Wolfe ebbe una breve parentesi nel dilettantismo: nel maggio 1998 prese infatti parte ai campionati nazionali statunitensi nella categoria dei 75 kg: dopo aver battuto ai quarti di finale Tami Hendrickson per 50-39 e aver mandato KO Shanie Keelean nel primo round delle semifinali, perse la finale contro LeKiea Coffen, venendo squalificata per condotta fallosa nel terzo round. Successivamente combatté un altro incontro, vincendolo e portando il proprio record amatoriale a 3 vittorie e 1 sconfitta.

### Carriera professionistica
L'esordio nella boxe vera e propria avvenne il 17 ottobre 1998 al Seven Feathers Hotel and Casino Resort di Canyonville, ove Ann sconfisse Brenda Ann Bell-Drexel ai punti in un incontro di quattro round; nel biennio successivo mise insieme un filotto di cinque vittorie (tre delle quali prima del limite, tra le quali quella contro l'ex campionessa dilettantistica Dakota Stone e la detentrice della cintura WIBF junior dei pesi medi Mary Ann Almager) e un no contest (l’incontro con Christine Robinson fu invalidato a seguito dell’infortunio dell’avversaria al primo round).
La prima e unica sconfitta della sua carriera arrivò il 30 novembre 2000 a Houston, quando affrontò la veterana e futura campionessa del mondo Valerie Mahfood, ex guardia carceraria e forte di uno stile di combattimento molto simile a quello di Wolfe (data la comune abitudine di fare sparring con uomini). Ann, sulla carta fisicamente superiore, non riuscì mai a entrare in partita contro la più esperta Mahfood, la quale impostò l'incontro all'attacco e riuscì a mandarla al tappeto una prima volta nel round iniziale, due volte nella seconda ripresa e infine al minuto 1:17 del terzo tempo, travolgendola con una vigorosa combinazione di ganci destro e sinistro.
Fu però solo una parentesi: dopo altri due incontri risolti prima del limite, il 15 maggio 2001 Ann conquistò in quel di Honolulu il suo primo titolo mondiale, la cintura IFBA dei pesi superwelter, infliggendo la prima sconfitta in carriera a Vienna Williams. L'incontro (vinto per decisione unanime in dieci round) fu assai duro, con le due pugili che si affrontarono a viso aperto e senza esclusione di colpi: a fine combattimento il volto di entrambe presentava delle vistose tumefazioni.
A novembre dello stesso anno Wolfe difese con successo la corona, sconfiggendo Gina Nicholas per KO in tre round; l'affermazione le permise altresì di strappare all'avversaria il titolo WIBA dei superwelter.
Nel 2002, dopo un'ulteriore vittoria per KO su Shirvelle Williams in un incontro senza titoli in palio, Ann Wolfe fu chiamata a combattere contro la canadese Marsha Valley per il titolo vacante dei pesi supermedi IFBA. Sebbene sulla carta si trattasse di uno scontro impari (Wolfe e il suo entourage del resto cominciavano ad avere problemi nel reclutare avversari disposti a combattere contro di lei), Valley riuscì a reggere il ring e a tratti a mettere in difficoltà la ben più potente avversaria per circa quattro round, dopodiché al quinto un potente gancio sinistro della pugile afroamericana la mandò in ginocchio; riuscita a rialzarsi, la canadese dovette però subire una poderosa sequenza di colpi alla figura e destri al capo sul finire della ripresa, dopodiché al sesto round venne colpita da una combinazione sinistro-destro-sinistro, finendo scompostamente tra le corde del quadrato e spingendo l'arbitro a concludere il match.
Nei giorni successivi Ann dichiarò per la prima volta di voler incontrare Laila Ali, la figlia del grande Muhammad Ali, attiva come pugile dal 1999 e considerata il miglior peso medio femminile in circolazione. Sebbene la diretta interessata si fosse più volte dichiarata disponibile (nel giugno 2006 annunciò finanche di essere pronta ad affrontare Wolfe nell'ottobre successivo, per una borsa potenzialmente milionaria) le due non combatterono mai, accusandosi a vicenda con i relativi management di non aver voluto trovare un accordo. Negli anni successivi Wolfe, interpellata sull'argomento, si disse certa di poter vincere facilmente un eventuale match e, accusando Ali di averla scientemente evitata per mantenere il proprio record imbattuto, affermò che "l'eredità del padre non si era trasmessa alla figlia". Le due pugili si appacificarono solo nel 2016, allorché Wolfe presentò le proprie condoglianze a Laila per la scomparsa del padre.
Nel 2002, dopo aver vinto agevolmente un ulteriore incontro non valido per titoli contro Genevia Buckhalter, Wolfe concesse la rivincita alla Valley, mettendo in palio il titolo WIBC dei pesi supermedi. Come sei mesi prima, la canadese si rivelò più resistente del previsto: messa al tappeto al quinto round, riuscì a rialzarsi e a portare l'incontro fino alla decima e ultima ripresa, dove la supremazia fisica dell'afroamericana ebbe la meglio: al minuto 1:12 l'arbitro decretò il KO tecnico.
Il 23 agosto 2003 "vendicò" la sconfitta di tre anni prima contro Valerie Mahfood, che pur riuscendo a resistere fino alla conclusione dell'incontro lo perse per decisione unanime; in tal modo si aggiudicò anche la cintura NABA dei pesi supermedi.
Due mesi dopo accettò di affrontare in un incontro catchweight Sunshine Fettkether, la quale pur se fisicamente svantaggiata (al weigh-in accusò 69 kg contro i 73 di Wolfe) e subendo costantemente l'iniziativa dell'avversaria, riuscì a resistere fino alla fine dei round programmati.
L'8 maggio 2004 affrontò sul ring del Mississippi Coast Coliseum di Biloxi l'imbattuta Vonda Ward, in un incontro valido per il titolo IBA dei pesi massimi leggeri. Wolfe, che nella circostanza si avvalse all’angolo della presenza dell’esperto allenatore Emanuel Steward, si impose in modo devastante: dopo un minuto e 8 secondi nel primo round colpì la ben più alta avversaria con un gancio destro che la colse in pieno mento; Ward crollò al tappeto tramortita e rimase sostanzialmente immobile per diversi minuti, tanto che l’arbitro non fece nemmeno il conteggio. Fu portata fuori dal ring in barella indossando un tutore per il collo e con la maschera a ossigeno sul volto: in ospedale le fu diagnosticata una leggera commozione cerebrale e i medici la tennero in osservazione per una notte. Grazie a questa affermazione, Wolfe superò il record di Henry Armstrong di tre titoli mondiali detenuti in tre diverse categorie di peso. Nuovamente in tale circostanza fece appello a Laila Ali affinché accettasse di affrontarla.
Nei successivi incontri, il 6 novembre 2004 superò per decisione unanime in sei round Cassandra Geiggar (mettendola al tappeto due volte) e il 5 marzo 2005 ottenne un KO tecnico al primo round mandando a terra Genevia Buckhalter. Mise a segno un ulteriore TKO (difendendo il titolo IBA) il 18 giugno 2005 contro Marsha Valley: Wolfe punì l'avversaria con vari duri ganci sinistri, poi dal quinto round iniziò a dominare, fino a mettere Valley al tappeto due volte durante la sesta ripresa. Il 19 luglio 2005 vinse ancora prima del limite contro Monica Núñez, che si ritirò al settimo round. Il 20 agosto 2005 ottenne una nuova affermazione contro la rivale storica Valerie Mahfood, regolandola per decisione unanime in dieci riprese.

### Ultimi match e ritiro
Wolfe combatté i suoi ultimi incontri nel 2006: il 29 aprile sconfisse Cassandra Geiggar per KO nel secondo round e il successivo 4 agosto regolò per decisione unanime in sei round Lisa Ested Smith.
A seguito del ritiro, si è dedicata alla carriera di allenatrice, seguendo (tra gli altri) la figlia Jennifer Fenn e il peso superwelter James Kirkland.
Nel 2015 il suo nome è stato introdotto nella International Women's Boxing Hall of Fame.
Nel 2017 ha avuto un'esperienza cinematografica, interpretando Artemide di Bana-Mighdall nel film Wonder Woman, diretto da Patty Jenkins e ambientato all'interno del DC Extended Universe.